# Aegerosphecia fasciata
Aegerosphecia fasciata is een vlinder uit de familie wespvlinders (Sesiidae), onderfamilie Sesiinae.
Aegerosphecia fasciata is voor het eerst wetenschappelijk beschreven door Walker in 1862. De soort komt voor in het Oriëntaals gebied.